# Глицерин
Глицерин е тривиалното име на съединението 1,2,3-пропантриол, известно още като 1,2,3-трихидроксипропан (HOCH2CH(OH)-CH2OH), което представлява тривалентен алифатен алкохол. Друго, също разпространено, име за същото вещество е глицерол, въведено с цел да се подчертае алкохолния характер на глицерина (наставката – ол се използва в химията за означаване на алкохоли).
Получава се при хидролиза на природни мазнини и масла. За първи път е получен от Карл Шееле през 1779 г. при осапунване на мазнини.

## Физични свойства
Глицеролът е безцветна трудноподвижна течност, по-тежка от водата. Има сладък вкус, който е дал и тривиалното му наименование (от гр. гликерос – сладникав). Сладникавият вкус се дължи на натрупването на хидроксилни групи в молекулата на съединението. Във водата глицеролът се разтваря във всяко отношение, нещо повече, той е хигроскопичен. Затова, прибавен към смеси, ги прави по-трудно съхливи.
Ако на 1,2,3-трихлоропропан се действа с водна пара, протича процес, който може да се представи с уравнението:
{\displaystyle {\ce {C3H5Cl3 + 3H2O -> C3H5(OH)3 + 3HCl}}}
От тази синтеза се вижда, че глицеролът може да се разглежда като получен от пропан, в молекулата на който по един водороден атом при всеки въглероден е заместен с хидроксилна група. Понеже глицеролът съдържа хидроксилни групи, той също е алкохол, но за разлика от етиловия, той е многовалентен алкохол. Както при етиловия алкохол, функционалните групи на това съединение са хидроксилните.

## Химични свойства

### Свойства на глицерола, определени от хидроксилните групи
Глицеролът взаимодейства с активни метали. При взаимодействието му с натрий се получава съединението натриев глицерат и се отделя водород:
{\displaystyle {\ce {2C3H5(OH)3 + 6Na -> 2C3H5(ONa)3 + 3H2}}}

#### Естерификация
Глицеролът, както и етиловият алкохол, се естерифицират. С концентрирана азотна киселина в присъствие на {\displaystyle {\ce {H+}}} се образува веществото глицеролов тринитрат (нитроглицерин):
{\displaystyle {\ce {C3H5(OH)3 + 3HNO3 -> C3H5(NO3)3 + 3H2O}}}

### Горене
Парите на глицерола горят с безцветен пламък, поради наличието на повече кислород в молекулата му.
{\displaystyle {\ce {C3H5(OH)3 + 7/2O2 -> 3CO2 + 4H2O + Q}}}

## Получаване
Обичайната суровина за производството на глицерол са триглицеридите – три естера на дълговерижни карбоксилни киселини (мастни киселини), свързани с една молекула глицерол.
Основен източник на триглицериди са животински мазнини (лой) и растителни масла (палмово или соево). Възможно и е използването на нефт, но то е икономически неизгодно.
Суров глицерол се получава чрез хидролиза на триглицериди. Това става чрез два вида химични процеси:
- Осапунване – триглицеридите се смесват с основа (калиев или натриев хидроксид), което води до химичното им разпадане на глицерол и соли на мастните киселини (сапун).
- Трансестерификация (основен процес в производството на биогориво) – триглицеридите се смесват с алкохол (етилов или метилов) в присъствие на катализираща основа (калиев или натриев хидроксид), при която мастните киселини се свърват с хидроксилната група на алкохола в моноалкилни естери (биодизел), освобождавайки глицерола. Така глицеролът се явява остатъчен продукт при производството на биогорива. Съгласно Директива 2009/28/ЕО на ЕП и на Съвета от 23 април 2009 година за насърчаване използването на енергия от възобновяеми източници и за изменение и впоследствие за отмяна на директиви 2001/77/ЕО и 2003/30/ЕО[3] се постави изискване за присъствие на биокомпонент в петролните горива във всички държави членки на Европейския съюз. Това води и до нарастване на производството на глицерол и намаляване на цената му.

Суровият глицерол може да бъдат пречистен, но процесът е скъп. Пречистването става чрез третиране с активен въглен за отстраняване на органични примеси, алкали за отстраняване на нереагирали глицеролови естери и йонен обмен за отстраняване на соли. Глицерол с висока чистота (> 99,5%) се получава чрез многоетапна дестилация под вакуум, поради високата точка на кипене на глицерола (290 °С).
Годишното производство на глицерол в САЩ и Европа е около 950 хил. тона годишно.
Глицеролът може да се изгаря, но неговата топлинна стойност е ниска.

## Физиологично действие и употреба
Глицеролът е гъста безцветна течност със сладникав вкус и добра разтворимост във вода. Притежава дехидратиращи свойства, дължащи се на засилена реабсорбция на вода и увеличено плазмено налягане, което води до отделянето на голямо количество течност, поради което е забранен за вътрешна употреба при проблеми с бъбреците и нарушено кръвообращение. Повишеният прием на веществото може да доведе до силно обезводняване на организма. При външно приложение в малки количества омекотява и подхранва кожата, но поради силната си хигроскопичност чистият глицерол ще я изсуши.
Глицеролът се употребява в:
- Хранителната индустрия (като хранителна добавка Е422) – стабилизатор, който запазва и увеличава вискозитета и консистенцията на хранителните продукти, и емулгатор при смесване на иначе несъединими при други условия вещества. Поради лаксативния ефект при прекомерната му употреба е разрешен в ограничени количества.
- Производството на алкохолни напитки.
- Медицината и криобиологията – като слабително и диуретично средство.
- Козметиката – като съставка в много козметични средства и сапуни.
- Производството на взривни вещества (виж нитроглицерин).
- Обработката на кожени изделия.
- Направата на хартия.
- Производството на антифриз.
- Течности за сапунени балони.